# Dona somiant l'evasió
Dona somiant l'evasió és una pintura de Joan Miró, pintada a Barcelona el 19 de febrer de 1945 i actualment conservada a la Fundació Joan Miró.

## Descripció
En aquest moment, a Miró l'interessa simplificar al màxim les formes al damunt de fons blancs. El seu llenguatge sígnic es consolida. Conviuen traços precisos amb pinzellades expressives. La dona esdevé primordial.
En aquesta obra, la dona allarga el coll per mirar de connectar amb el món celeste, amb l'ajut d'una escala (l'escala de l'evasió) situada a l'esquerra; una evasió cap al món de la poesia i els somnis.
Miró destaca amb el color el sexe i els pits del personatge. Al seu voltant apareixen astres, ocells i planetes que contribueixen a l'efecte dinàmic de la composició.

## Llista d'exposicions
- Joan Miró, Margrit Linck, Oskar Dalvit. Berna: Kunsthalle Bern, 21 abril-29 maig 1949
- Joan Miró: Exposition de Joan Miró-Japon, 1966 = Exhibition-Japan, 1966. Tòquio: National Museum of Modern Art, 26 agost-9 octubre 1966 ; Kyoto: National Museum of Modern Art, 20 octubre-30 novembre 1966
- Miró. Barcelona: Antic Hospital de la Santa Creu, novembre 1968-gener 1969
- Joan Miró. Múnic: Haus der Kunst, 15 març-11 maig 1969
- Fundació Joan Miró. Centre d'Estudis d'Art Contemporani: Exposició d'obertura. 10 juny 1975. Barcelona: Fundació Joan Miró, 1975
- Miró Milano: Pittura, scultura, ceramica, disegni, sobreteixims, grafica. Milà: Comune di Milano, 27 octubre-6 desembre 1981
- Joan Miró. Zuric: Kunsthaus Zürich, 21 novembre 1986-1 febrer 1987 ; Düsseldorf: Städtische Kunsthalle Düsseldorf, 14 febrer-20 abril 1987
- Joan Miró: A Retrospective. Nova York: Solomon R. Guggenheim Museum, 15 maig-23 agost 1987
- Joan Miró: Rétrospective de l'oeuvre peint. Saint-Paul-de-Vence: Fondation Maeght, 4 juliol-7 octubre 1990
- Joan Miró: Campo de Estrellas. Madrid: Museo Nacional Centro de Arte Reina Sofía, 20 gener-22 març 1993
- Joan Miró: 1983-1993. Barcelona: Fundació Joan Miró, 20 abril-30 agost 1993
- Miró. Jean-Louis Prat (cat.). Martigny: Fondation Pierre Gianadda, 6 juny-11 novembre 1997
- Joan Miró: La colección del Centro Georges Pompidou, Musée national d'art moderne y otras colecciones. Mèxic, D.F.: Fundación Cultural Televisa, A.C., 12 febrer-24 maig 1998
- Joan Miró: Creator of new worlds = Skapare av nya världar. Estocolm: Moderna Museet, 16 maig-30 agost 1998
- Joan Miró. Humlebaek: Louisiana Museum of Modern Art, 18 setembre 1998-10 gener 1999
- Joan Miró: Desfilada d'obsessions. Barcelona: Fundació Joan Miró, 14 juny-2 setembre 2001
- Càntic del sol: Universo Miró. Osaka: Daimaru Museum Umeda, 5-21 abril 2002 ; Tòquio: Daimaru Museum, 2-21 maig 2002 ; Kōbe: Daimaru Museum, 30 maig-11 juny 2002 ; Okazaki: Okazaki City Museum, 6 juliol-1 setembre 2002
- Joan Miró: Schnecke, Frau, Blume, Stern. Düsseldorf: Museum Kunst Palast, 13 juliol-6 octubre 2002
- Calder-Miró. Basilea: Fondation Beyeler, 2 maig-5 setembre 2004
- Un cos sense límits. Barcelona: Fundació Joan Miró, 26 octubre 2007-27 gener 2008